# Piedras de Sigurd

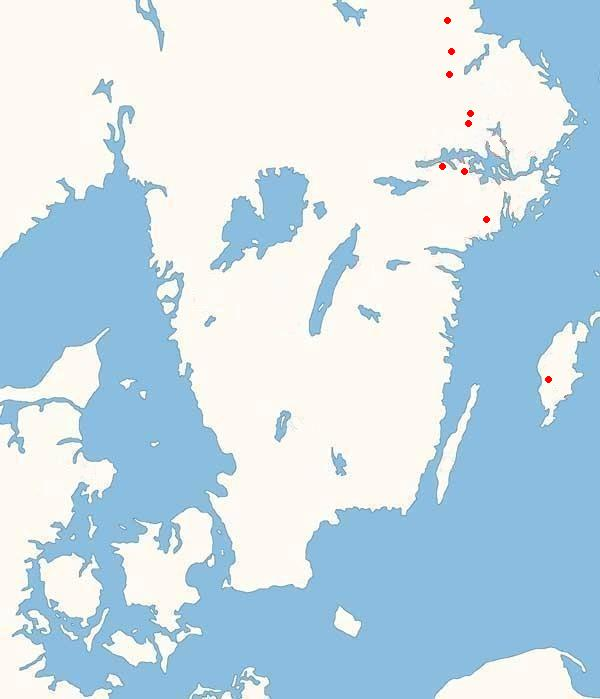
Localización de las piedras de Sigurd en Suecia.

Se conocen como piedras de Sigurd a un conjunto de siete piedras rúnicas y una estela decorada, la piedra de Hunninge, que narran la leyenda del héroe Sigurd/Sigfrido, que logró derrotar al dragón Ubierna, que representaba al mal. Elaboradas en la época vikinga, constituyen la expresión nórdica más temprana de la historia desarrollada en el Cantar de los Nibelungos y de las hazañas de Sigurd en la Edda Mayor, la Edda Menor y la saga Volsunga.
Además en la parte de Gran Bretaña dominada por la cultura escandinava aparece la figura de Sigurd chupando la sangre del dragón de su pulgar en varias piedras grabadas, en Ripon y Kirby Hill (North Yorkshire),  en York y en Halton (Lancashire). En las pizarras grabadas en la isla de Man, datadas aproximadamente entre 950-1000, se incluyen varias piezas que muestran episodios de las aventuras de Sigurd.

## Uplandia

### U 1163
Esta piedra rúnica es del estilo Pr2. Se encontró en Drävle (antiguo reino de Fjärdhundraland), pero se trasladó al patio de la vecina mansión de Göksbo (‘el nido del cuco’) donde actualmente se erige. Tiene una imagen de Sigurd clavando su espada en una serpiente, y el enano Andvari, además de la valquiria Sigrdrífa ofreciendo a Sigurd un cuerno para beber.
La estela rúnica muestra una cruz cristiana estilizada, al igual que varias de las demás piedras de Sigurd. Las piedras de Sigurd con cruces cristianas son una prueba del sincretismo y la aceptación de las leyendas de la saga Volsunga entre los cristianos del periodo de transición desde el paganismo nórdico. Las demás piedras rúnicas con cruces en sus diseños son U 1175, Sö 327, Gs 2 y Gs 9.
Transliteración latina:
uiþbiurn × ok : karlunkr : ok × erinker : ok × nas(i) × litu × risa × stii × þina × eftir × eriibiun × f[aþu]r × sii × snelan
Transcripción al nórdico antiguo:
Viðbiorn ok KarlungR ok ÆringæiRR/Æringærðr ok Nasi/Næsi letu ræisa stæin þenna æftiR Ærinbiorn, faður sinn sniallan.
Traducción al español:
"Viðbjôrn y Karlungr y Eringeirr/Eringerðr y Nasi/Nesi mandaron erigir esta piedra en memoria de Erinbjôrn, su hábil padre."

### U 1175
Esta estela está clasificada dentro del estilo Pr2 y se encuentra en Stora Ramsjö, localizada justo al sureste de Morgongåva. Pertenece a la categoría de estelas sin sentido ya que no contiene runas legibles en la banda alrededor de la cruz, apareciendo en su lugar diversos signos. Esta inscripción tiene motivos y ornamentación similares a U 1163 y posiblemente es una copia de esta piedra rúnica.

## Södermanland

### Sö 40
Esta piedra rúnica está ubicada en el cementerio de la iglesia de Västerljung, aunque fue encontrada en 1959 entre los cimientos de la esquina suroeste de la torre de la iglesia. La piedra mide 2,95 metros de altura y está grabada por tres lados. Uno de ellos tiene la banda con inscripción rúnica en forma de serpiente con la cabeza y la cola unidas en la parte de abajo. Su decoración se clasifica dentro del estilo Pr2 y su texto afirma que fue realizada por el maestro grabador Skamhals. Otra piedra rúnica está firmada con el nombre de Skamhals, Sö 323, pero se cree que se trata de personas diferentes personas con el mismo nombre. Los otros dos lados contienen imágenes, una de ellas ser cree que representa al cuñado de Sigurd, Gunnar, tocando en arpa en el pozo de las serpientes.
Los nombres que aparecen en la inscripción significan: Geirmarr «lanza-corcel» y Skammhals es un apodo que significa «cuello pequeño».
Transliteración latina:
haunefR + raisti * at * kaiRmar * faþur * sin + haa * iR intaþr * o * þiusti * skamals * hiak * runaR þaRsi +
Transcripción al nórdico antiguo:
HonæfR ræisti at GæiRmar, faður sinn. Hann eR ændaðr a Þiusti. Skammhals hiogg runaR þaRsi.
Traducción al español:
"Hónefr erigió (la piedra) en memoria de Geirmarr, su padre. Él encontró su final en Þjústr. Skammhals cortó estas runas."

### Sö 101
El grabado de Ramsund no es una piedra rúnica corriente porque no está grabado en una losa o piedra tallada sino en una enorme roca plana situada en Ramsund, en el municipio de Eskilstuna, de la región sueca de Södermanland. Se cree que se cinceló alrededor de 1030. Esta pieza grabada en estilo Pr1 es considerada uno de los más importantes ejemplos del arte vikingo. 
Los dibujos del grabado de Ramsund representan los siguientes pasajes de la leyenda:
1. Sigurd desnudo sentado chupándose el dedo frente a una hoguera en la que asa el corazón del dragón Fafnir, para su padre adoptivo, Regin, y que además era hermano de Fafnir. Sigurd había tocado el corazón cuando todavía no estaba listo y se quemó el dedo, al chupárselo prueba la sangre del dragón que inmediatamente le da el poder de entender el canto de las aves.
2. En un árbol las aves que le dicen a Sigurd que Regin no mantendrá su promesa de reconciliación e intentará matarle, por lo que Sigurd le corta la cabeza.
3. Regin muerto junto a su cabeza y sus herramientas de herrero desperdigadas a su alrededor, con las que había reforjado la espada de Sigurd, Gram.
4. El caballo de Regin cargado con el tesoro del dragón.
5. La escena anterior con Sigurd matando al dragón Fafnir
6. El enano Ótr, del principio de la saga, transformado en nutria.

Reproducción detallada del dibujo.

La inscripción está decorada con imágenes de la leyenda de Sigurd probablemente por la similitud de los nombres Sigurd (Sigurðr en nórdico antiguo) y Sigröd, el conmemorado en la inscripción. El texto rúnico es ambiguo y confuso, pero hay una interpretación basada en las piedras encontradas en su entorno y que mencionan a las mismas personas, que explicaría las relaciones familiares de los mencionados: Sigriþr (una mujer) era la esposa de Sigröd, que había muerto. Holmgeirr sería el suegro de ella. Alrikr, el hijo de Sigriþr, que erigió otra piedra por su padre, llamado Spjut, por lo que Alrikr era el hijo de Sigriþr, pero no de Sigröd. Además Holmgeirr sería el segundo marido de Sigriþr y tuvieron otro hijo al que le pusieron también Sigröd.
Fue encargada por la misma familia aristocrática que la piedra de Bro y la piedra de Kjula. La referencia en el texto a la construcción de un puente es bastante común en las piedras rúnicas de este periodo. Hay muchos ejemplos de puentes de piedra que datan del siglo XI y que tienen inscripciones rúnicas, como U 489 y U 617.
Transliteración latina:
siriþr : kiarþi : bur : þosi : muþiR : alriks : tutiR : urms : fur * salu : hulmkirs : faþur : sukruþar buata * sis *
Transcripción al nórdico antiguo:
Sigriðr gærði bro þasi, moðiR Alriks, dottiR Orms, for salu HolmgæiRs, faður SigrøðaR, boanda sins.
Traducción al español:
"Sigríðr, la madre de Alríkr, la hija de Ormr, hicieron este puente por el alma de Holmgeirr, el padre de Sigrøðr, su esposo."

### Sö 327
Esta inscripción, localizada en Gök, a unos 5 kilómetros al oeste de Strängnäs, situada sobre una roca tiene una decoración del estilo Ringerike. La inscripción, que mide 2,5 metros de ancho y 1.65 metros de alto, consiste en texto rúnico inscrito en dos serpientes que rodean a una imagen de Sigurd. Data del mismo periodo que el grabado de Ramsund y se utiliza la misma imaginería, pero a esta se le añadió una cruz cristiana y las imágenes están combinadas de una forma que distorsiona el orden lógico de los acontecimientos del relato. Lo que ha hecho suponer que o bien el grabador no conocía la línea argumental del mito, o bien lo modificó a propósito. Cualquiera que sea la razón la piedra de Gök podría ilustrar como los mitos sobre héroes paganos se van desvaneciendo a medida que la cristianización de Escandinavia. Aunque las figuras principales de la historia quedan en orden si se leen de derecha a izquierda. Sigurd aparece debajo de la serpiente inferior, atravesándola con su espada. Las otras imágenes que se incluyen son un árbol, el caballo Grani, un pájaro, la cabeza de Regin y su cuerpo decapitado, el corazón asado del dragón y Ótr.
Esta inscripción nunca se ha transcrito al nórdico antiguo ni traducido satisfactoriamente.
Transliteración latina:
... (i)uraRi : kaum : isaio : raisti : stai : ain : þansi : at : : þuaR : fauþr : sloþn : kbrat : sin faþu... ul(i) * hano : msi +

## Gästrikland

### Gs 2
Esta piedra rúnica es un fragmento de piedra arenisca decorada en el estilo Pr2. Se descubrió en 1974 sobresaliendo del muro de la iglesia de Österfärnebo. Sólo queda su parte inferior, y no está incluida como una piedra de Sigurd en el proyecto Rundata. La inscripción se ha reconstruido por un dibujo que realizó Ulf Christoffersson durante la búsqueda de piedras rúnicas de 1690. La decoración originalmente constaba de varias figuras de la historia de Sigurd, como un pájaro, Ótr con el anillo y un caballo.
El nombre de persona Þorgeirr que aparece en el texto significa la «lanza de Thor»."
Transliteración latina:
[ily]iki : ok : f[uluiki × ok : þurkair ... ...- × sin × snilan] : kuþ ilubi on(t)[a]
Transcripción al nórdico antiguo:
Illugi ok Fullugi ok ÞorgæiRR ... ... sinn sniallan. Guð hialpi anda.
Traducción al español:
"Illugi y Fullugi y Þorgeirr ... su hábil ... Que Dios ayude (a su) espíritu."

### Gs 9
Esta piedra rúnica se encuentra en la iglesia de Årsunda y se documentó durante la búsqueda de monumentos de 1690. Muestra a un hombre corriendo en la parte superior de la piedra similar a la figura de U 1163 de Drävle por lo que se puede identificar como Sigurd. Una segunda figura sostiene un anillo en su mano. Hay una cruz en el centro del diseño. Al igual que las piedras de Sigurd U 1163, U 1175, Sö 327, and Gs 2, esta combinación de elementos cristianos y paganos es una prueba del sincretismo y la aceptación por parte de los nuevos cristianos de los mitos de la saga en el periodo de transición de la cristianización de Suecia. El texto rúnico, que fue reconstruido gracias a un dibujo de 1690, usa una runa ligada que combina las runas eoh y logr (e y l) del nombre de la madre, Guðelfr.
Transliteración latina:
(i)nu-r : sun : r[u]þ[u](r) at × [uili](t)... ...[Ris:]t eftir : þurker : bruþu[r : sin : ok : kyþe=lfi : muþur : sina : uk] : eft[i]R : [a]sbiorn : o[k : o]ifuþ
Transcripción al nórdico antiguo:
Anun[d]r(?), sunn <ruþur>(?) at <uilit...> ... æftiR ÞorgæiR, broður sinn, ok Guðælfi, moður sina ok æftiR Asbiorn ok <oifuþ>.
Traducción al español:
"Ônundr(?), el hijo de <ruþur>, en memoria de <uilit>... ... en memoria de Þorgeirr, su hermano y Guðelfr, su madre, y en memoria de Ásbjôrn y <oifuþ>"

### Gs 19
Esta piedra rúnica catalogada en el estilo Pr2 estaba situada en la iglesia de Ockelbo. La piedra se encontró entre los cimientos del muro de la iglesia en 1795, en 1830 se sacó y emplazó en el interior de la iglesia. La piedra rúnica original se destruyó junto a la iglesia en un incendio en 1904. La que aparece en la actualidad es una copia hecha en 1932 a partir de los dibujos existentes y se erigió en el exterior de la nueva iglesia. La piedra incluye varias representaciones de pasajes de las leyendas de Sigurd. Una muestra a dos hombres jugando al Hnefatafl, un juego de mesa de la familia de los juegos Tafl. En la parte superior del dibujo se ha desvanecido casi la figura pero queda el brazo de Sigurd sosteniendo su espada.
El nombre Svarthôfði que aparece en la inscripción se traduce como «cabeza negra». y era un apodo frecuente.
Transliteración latina:
[blesa × lit × raisa × stain×kumbl × þesa × fa(i)(k)(r)(n) × ef(t)ir × sun sin × suar×aufþa × fr(i)þelfr × u-r × muþir × ons × siionum × kan : inuart : þisa × bhum : arn : (i)omuan sun : (m)(i)e(k)]
Transcripción al nórdico antiguo:
Blæsa let ræisa stæinkumbl þessa fagru æftiR sun sinn Svarthaufða. FriðælfR v[a]R moðiR hans <siionum> <kan> <inuart> <þisa> <bhum> <arn> <iomuan> sun <miek>.
Traducción al español:
"Blesa mandó erigir este justo monumento de piedra en memoria de su hijo Svarthôfði. Friðelfr era su madre. ... "

## Bohuslän

### Bo NIYR;3
Esta pila bautismal se construyó alrededor de 1100 y fue descubierta desmontada en el cementerio de Norum en 1847. La pila actualmente se encuentra en el Museo histórico de Estocolmo. Una de sus caras muestra a Gunnar en el pozo de las serpientes rodeado de cuatro enormes serpientes y con un harpa a sus pies. La leyenda de Gunnar en el pozo de las serpientes se usa como un tipo análogo a la bíblica de Daniel en la guarida del león, como representación de la ascensión de Cristo ileso de los infiernos. Por encima del panel del pozo de las serpientes hay una inscripción rúnica. El texto termina con cinco runas ligadas iguales, de las cuales las dos últimas están invertidas especularmente. Se desconoce el significado de estas cinco runas ligadas.
Transliteración latina:
svæn : kærðe <m>
Transcripción al nórdico antiguo:
Sveinn gerði m[ik](?).
Traducción al español:
"Sveinn me hizo (?)."

## Gotland

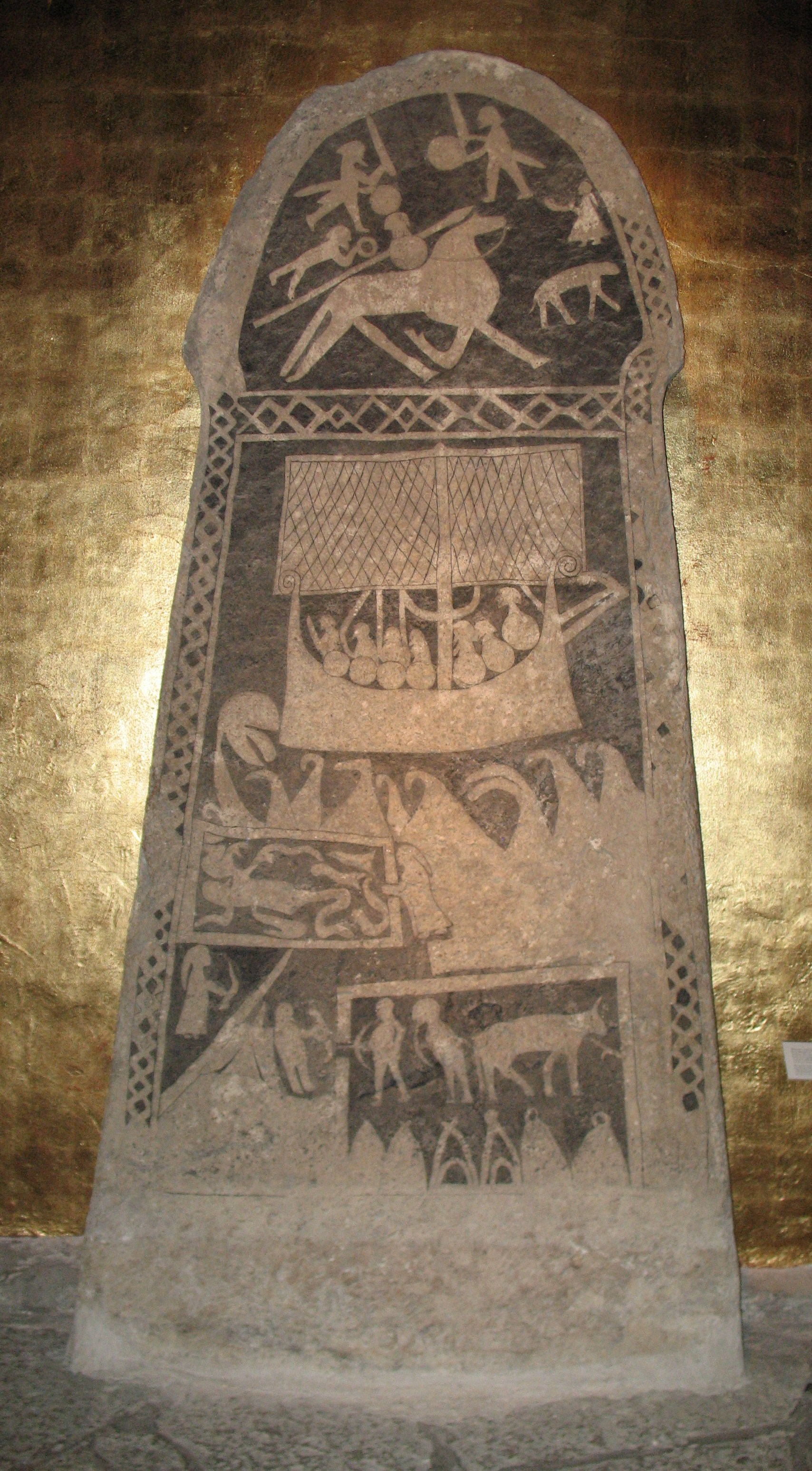
Estela de Hunninge

### Estela de Hunninge
La piedra de Hunninge es una estela decorada encontrada en Gotland, que actualmente se exhibe en el museo Fornsalen de Visby. En ella se representan escenas del Cantar de los nibelungos. En lo alto de la piedra hay un hombre a caballo con un perro junto a una mujer y dos hombres luchando junto a un hombre muerto que lleva un anillo. Esta escena podría representar a Sigurd y Brynhild, la lucha de Sigurd y Gunnar fighting y la muerte de Sigurd. Otra posibilidad es que el hombre que lleva el anillo sea el mensajero Knéfrøðr. En el panel inferior izquierdo hay una escena que representa a una mujer mirando en el pozo de las serpientes donde yace Gunnar, y más abajo hay tres hombres que podrían ser Gunnar y Hogli atacando a Atli.